# Durs Grünbein
Durs Grünbein (Dresda, 9 ottobre 1962) è un poeta, saggista e traduttore tedesco, una delle più importanti voci della poesia tedesca ed europea contemporanea.

## Biografia
Cresce a Hellerau, un sobborgo periferico di una città, Dresda, del cui splendore barocco erano rimaste solo le macerie. I genitori non sono iscritti al partito. La madre ha studiato chimica, il padre ingegneria aeronautica. I precoci interessi scientifici, favoriti dall’ambiente familiare, entrano in un fecondo rapporto di osmosi con quelli per la poesia, accesi dalla lettura di Novalis, Hölderlin, Pound.
Inizia a scrivere poesie giovanissimo. Abbandona l’idea di diventare veterinario. Si trasferisce a Berlino Est nel 1985, dopo avere assolto il servizio militare nella Nationale Volksarmee. Avendo rifiutato il servizio nella pattuglia armata di sorveglianza dei confini che aveva l’obbligo di sparare su chi tentava la fuga, non gli è concesso di iscriversi a Germanistik. Studia teatro ma interrompe gli studi alla Humboldt-Universität di Berlino dopo quattro semestri, deluso di non potere studiare ciò che vorrebbe. Si avvicina ai collettivi artistici dell’Accademia di Belle Arti di Dresda, lavora per le riviste, per il teatro e come aiuto nel padiglione fisico-matematico dello Zwinger.
Viene scoperto da Heiner Müller: «l’unica istanza nella letteratura della Germania orientale che potessi prendere sul serio – colui che aveva l’orizzonte di pensiero più ampio» come Durs Grünbein dichiara nella sua intervista a Die Zeit del 24 ottobre 2013, poco dopo il suo trasferimento a Roma. Heiner Müller gli procura l’invito per la fiera del libro di Francoforte dove Durs Grünbein presenta Grauzone morgens, il volume di liriche che lo fa conoscere internazionalmente, e tiene la sua laudatio quando nel 1995 gli viene conferito, a soli 33 anni, il massimo premio letterario tedesco, il Büchner-Preis. Subito dopo la caduta del muro, «dal decisivo anno 1989», Durs Grünbein intraprende una densissima serie di viaggi.
Berlino diventa «lo spazio di transito»: «sarebbe uguale se fosse New York». Viaggia in Europa, nell’Asia sudorientale e negli Stati Uniti, dove è ospite dei German Departments della New York University, del Dartmouth College e della Villa Aurora a Los Angeles. Nel 1994, nella zona degli scavi di Pompei ed Ercolano, ha l’esperienza epifanica descritta in Vulkan und Gedicht (Vulcano e poesia). Membro, fra l’altro, dell’Akademie der Künste di Berlino, della Deutsche Akademie für Sprache und Dichtung e della Sächsische Akademie der Künste, Durs Grünbein è dal 2005 professore di poetica presso la Kunstakademie di Düsseldorf alla cui università è Guest Professor nel 2007-2008. Nel 2008 riceve un altro riconoscimento altissimo, l’ordine Pour le mérite per la Scienza e le Arti a Berlino: tiene la sua laudatio l’8 giugno 2009 Hans Magnus Enzensberger. Nel 2009 trascorre un anno a Roma come borsista di Villa Massimo.
Le lezioni di poetica tenute a Francoforte (Frankfurter Poetikvorlesung 2009) sono pubblicate con il titolo Vom Stellenwert der Worte (La valenza delle parole). Nel 2013 il volume Durs Grünbein. A Companion, nella serie Companions to Contemporary German Culture, lo definisce «Germany’s most prolific, versatile, succesfull and internationally renowned contemporary poet and essayist».  Durs Grünbein da parte sua si dichiara semplicemente «poeta in lingua tedesca»: «poeta», «Dichter», nel senso forte del termine, comprensivo della scrittura in versi e in prosa come pure di un’attività di traduttore che, come scriveva Novalis, vuole «rendere noto l’ignoto – ignoto il noto». Autodidatta di sterminate letture, Grünbein vede la poesia come «capacità di connettere nel modo più rapido possibile ciò che di per sé è distante». Non stupisce che passi dalle traduzioni di Eschilo e Seneca ai «diari di viaggio in haiku», «forma breve-brevissima», mediatagli da Ezra Pound, Lafcadio Hearn e Jun’ichirō Tanizaki.

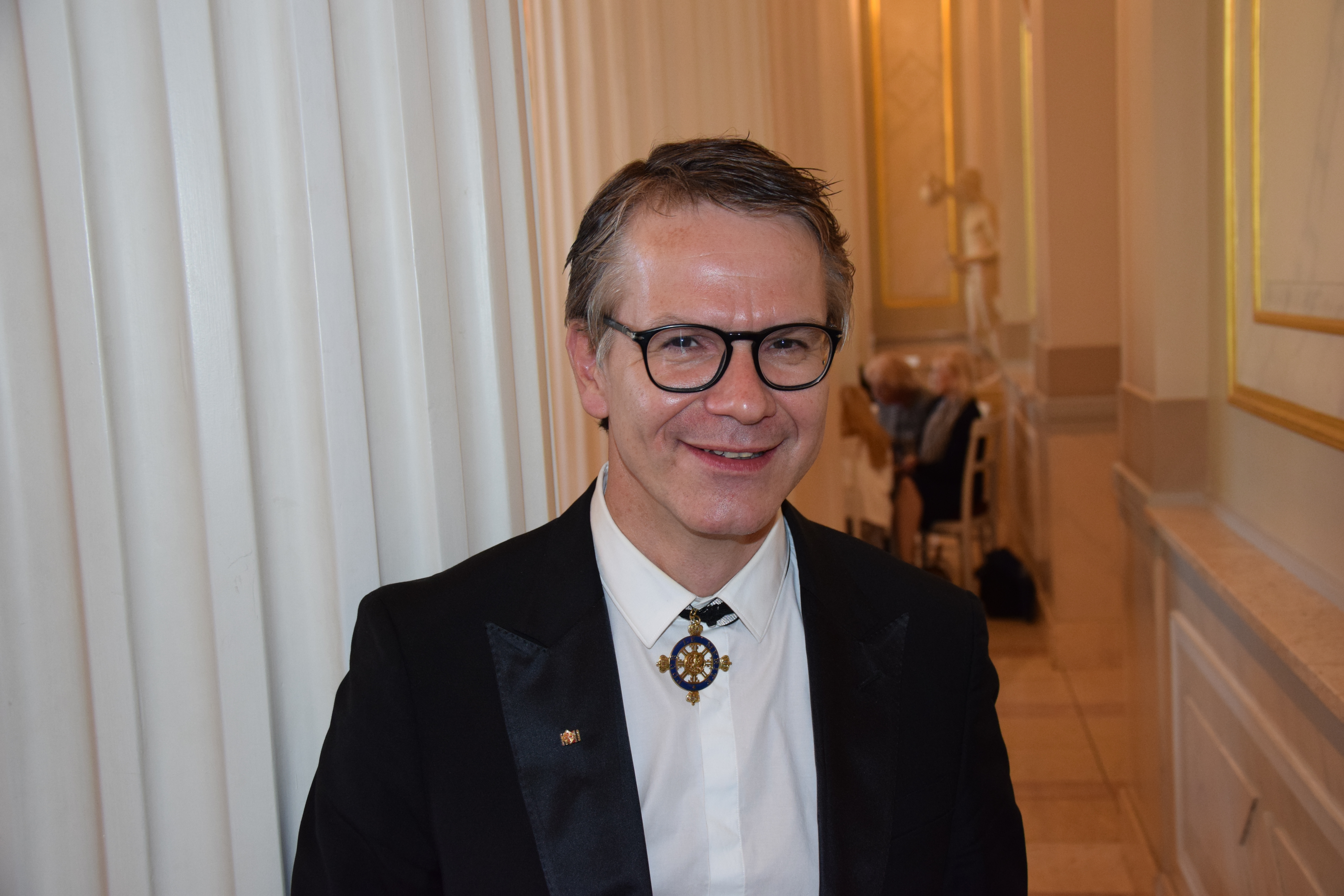
Durs Grünbein con l'insegna dell'Ordine Pour le Mérite.

Un poeta doctus? Grünbein ha sempre rifiutato questa classificazione che misconosce il senso della sua professione di fede nella letteratura antica, «l’humus etimologico della nostra lingua».
La critica gli riserva lodi somme e attacchi feroci, dovuti anche all’imprevedibilità delle sue scelte. Nel suo complesso itinerario declina su molti versanti alcune costanti: la messa in guardia dai rischi della specializzazione disciplinare, una “poetica fisiologica” (accostabile in ambito italiano a quella di Valerio Magrelli), il confronto con gli esiti della neurofisiologia e dei concetti e linguaggi delle hard sciences, dalla fisica quantistica alla zoologia. La sua ricchissima produzione rivela fra l’altro la profondità del suo legame con l’Italia e una personalissima idea di letteratura mondiale che lo qualifica come autenticamente cosmopolita, animato da un genuino ethos civile emerso con esemplare chiarezza nel febbraio 2015 di fronte alle dimostrazioni della Pegida.
Come si legge nel «Times Literary Supplement» del 18 febbraio 2000, «Grünbein is a truly cosmopolitan poet». Il punto di partenza e di approdo è la fiducia incrollabile nella parola della «poesia». È questa la motivazione con cui nel 2006 gli è stato conferito il Premio Pasolini. Nel 2018 è apparsa la traduzione di una scelta autografa della sua saggistica per il pubblico italiano, I bar di Atlantide e altri saggi, presentata su «Il Sole 24 Ore» del 27 gennaio 2019 con il significativo titolo La poesia, prima esperienza di libertà.

## Premi e riconoscimenti
- 1992 – Bremer Literaturförderpreis
- 1993 – Marburger Literaturpreis
- 1993 – Premio Nicolas Born per la lirica
- 1995 – Premio Peter Huchel (con laudatio pronunciata da Iso Camartin,[19] intitolata L’anatomia e il senso della vita)
- 1995 – Premio Georg Büchner (massimo premio letterario tedesco)
- 2001 – Spycher: Literaturpreis Leuk (premio internazionale svizzero per la letteratura)
- 2004 – Friedrich-Nietzsche-Preis des Landes Sachsen-Anhalt
- 2005 – Friedrich-Hölderlin-Preis der Stadt Bad Homburg
- 2006 – Berliner Literaturpreis
- 2006 – Premio Pasolini
- 2009 – Samuel-Bogumil-Linde-Preis
- 2012 – Tomas-Tranströmer-Preis der schweidschen Stadt Västerås
- 2018 – Nestroy-Preis per la messa in scena di Die Perser (I Persiani) di Eschilo presso i Salzburger Festspiele (2018), regia di Ulrich Rasches, traduzione e adattamento di Durs Grünbein
- 2019 – Premio Internazionale di Poesia Elena Violani Landi – Centro di poesia contemporanea dell'Università di Bologna
- 2021 – Laurea Honoris Causa in Letterature moderne, comparate e postcoloniali, Università di Bologna
- 2022 – Laurea Magistrale Honoris Causa in Scienze Filosofiche, Università degli Studi di Milano[20]
- 2023 – Premio Centoverde Poesia, sezione "Internazionale"[21]
- 2025 - Griffin Poetry Prize[22]

## Opere
- Grauzone morgens. Gedichte. Suhrkamp, Frankfurt a.M. 1988
- Schädelbasislektion. Gedichte. Suhrkamp, Frankfurt a.M. 1991
- Falten und Fallen. Gedichte. Suhrkamp, Frankfurt a.M. 1994
- Den Teuren Toten. 33 Epitaphe. Suhrkamp, Frankfurt a.M. 1994
- Von der üblen Seite. Gedichte. Suhrkamp, Frankfurt a.M. 1994
- Die Schweizer Korrektur. (con Brigitte Oleschinski e Peter Waterhouse). Urs Engeler 	Editor, Göttingen 1995
- Den Körper zerbrechen. Rede zur Entgegennahme des Georg-Büchner-Preises. Suhrkamp, 	Frankfurt a.M. 1995
- Galilei vermißt Dantes Hölle und bleibt an den Maßen hängen. Aufsätze 1989–1995. 	Suhrkamp, Frankfurt a.M. 1996
- Nach den Satiren. Gedichte. Suhrkamp, Frankfurt a.M. 1999
- Gehirn und Denken. Kosmos im Kopf. Hatje Cantz Verlag, Ostfildern 2000
- Reise, Toter. Hörspiel mit Ulrike Haage. Sans Soleil, Bonn 2001
- Das erste Jahr. Berliner Aufzeichnungen. Suhrkamp, Frankfurt a.M. 2001
- Erklärte Nacht. Gedichte. Suhrkamp, Frankfurt a.M. 2002
- Una Storia Vera. Ein Kinderalbum in Versen. Insel, Frankfurt a.M. 2002,
- Warum schriftlos leben. Aufsätze. Suhrkamp, Frankfurt a.M. 2003
- Vom Schnee oder Descartes in Deutschland. Suhrkamp, Frankfurt a.M. 2003
- An Seneca. Postskriptum. Suhrkamp, Frankfurt a.M. 2004
- Von ganzem Herzen. Nicolai Verlag, Berlin 2004
- Berenice. Ein Libretto nach Edgar Allan Poe für eine Oper von Johannes Maria Staud, Suhrkamp, Frankfurt a.M. 2004
- Antike Dispositionen. Aufsätze. Suhrkamp, Frankfurt a.M. 2005
- Porzellan. Poem vom Untergang meiner Stadt. Suhrkamp, Frankfurt a.M. 2005
- Der Misanthrop auf Capri. Historien und Gedichte. Suhrkamp, Frankfurt a.M. 2005
- Strophen für übermorgen. Gedichte. Suhrkamp, Frankfurt a.M. 2007
- Liebesgedichte. Gedichte. Insel, Frankfurt a.M. 2008
- Der cartesische Taucher. Drei Meditationen. Suhrkamp, Frankfurt a.M. 2008
- Lob des Taifuns. Reisetagebücher in Haikus. Insel, Frankfurt a.M. 2008
- Die Bars von Atlantis. Eine Erkundigung in vierzehn Tauchgängen. Suhrkamp, Frankfurt 	a.M. 2009
- Vom Stellenwert der Worte. Frankfurter Poetikvorlesung 2009. Suhrkamp, Berlin 	2010
- Aroma. Ein römisches Zeichenbuch. Suhrkamp, Berlin 2010
- Koloß im Nebel. Gedichte. Suhrkamp, Berlin 2012
- (con Aris Fioretos), Verabredungen. Gespräche und Gegensätze über Jahrzehnte, Suhrkamp, Berlin 2013
- Cyrano oder Die Rückkehr vom Mond. Suhrkamp, Berlin 2014
- Die Jahre im Zoo. Ein Kaleidoskop. Suhrkamp, Berlin 2015
- Der Misanthrop auf Capri - Historien/Gedichte. Suhrkamp, Berlin 22016
- Zündkerzen - Gedichte. Suhrkamp, Berlin 2017
- Oper. Libretti. Suhrkamp Suhrkamp, Berlin 2018
- Aus der Traum (Kartei). Aufsätze und Notate, Suhrkamp, Berlin 2019
- Durs Grünbein, Il bosco bianco. Poesie e altri scritti, con testo tedesco a fronte, a cura di Rosalba Maletta, Sesto San Giovanni, Mimesis, 2020. ISBN 9788857572987.[23]

## Traduzioni ad opera di Durs Grünbein
- Aischylos, Die Perser. Stück und Materialien (Eschilo, I persiani). Aus dem Griechischen von Durs Grünbein, Suhrkamp, Frankfurt a.M. 2001
- Seneca, Thyestes (Seneca, Tieste). Lateinisch und deutsch. Aus dem Lateinischen von Durs Grünbein. Mit Materialien zur Übersetzung und zu Leben und Werk Senecas. Herausgegeben von Bernd Seidensticker, Insel, Frankfurt a. M. 2002
- Aischylos, Sieben gegen Theben (Eschilo, I sette contro Tebe). Aus dem Griechischen von Durs Grünbein, Suhrkamp, Frankfurt a.M. 2003
- Ted Hughes, Alkestis. Übersetzt von Durs Grünbein[24]

## Traduzioni in italiano
- A metà partita: poesie 1988 - 1999, traduzione di Anna Maria Carpi, Einaudi, Torino 1999.
- Il primo anno. Appunti berlinesi, traduzione di Franco Stelzer, Einaudi, Torino 2004.
- Della neve ovvero Cartesio in Germania, traduzione di Anna Maria Carpi, Einaudi, Torino 2005.
- Infanzia in diorama, traduzione di Silvia Ruzzenenti, in "Comunicare - Letterature Lingue" N. 7, 2007, Il Mulino, Bologna, pp. 241–249.
- Strofe per dopodomani e altre poesie, a cura di Anna Maria Carpi, Einaudi, Torino 2011.
- Il consiglio dei gamberi e altre passeggiate sott'acqua, traduzione di Silvia Ruzzenenti, in "Prosa saggistica di area tedesca", a cura di G. Cantarutti e W. Adam, Il Mulino, Collana "Scorciatoie", Bologna 2011, pp. 17–50.
- La strada per Bornholm racconto presente in La notte in cui cadde il muro, a cura di Renatus Deckert, traduzione di Valentina Freschi, Scritturapura Editore, Collana Paprika, Asti 2009.
- I russi alle porte di Dresda, L'orologio della scuola, traduzione di Sergio Garau, in "Atti impuri" n. 9 , 2016, Miraggi, Torino, pp. 52-67. Comprende anche Conversazione con Durs Grunbein, a cura di sparajurij, ivi, pp.44-51.
- I bar di Atlantide e altri saggi, traduzione di Giulia Cantarutti e Silvia Ruzzenenti, Einaudi, Torino 2018.

## Letteratura critica
- Daniele Vecchiato (cur.), Versi per dopodomani. Percorsi di lettura nell’opera di Durs Grünbein, Mimesis, Milano 2019.

## Traduzioni in inglese
- Ashes for Breakfast - Selected Poems. trad. da Michael Hofmann. Farrar, Straus & Giroux, New York 2005/Faber & Faber, London 2006
- The Bars of Atlantis - Selected Essays. (Ed. Michael Eskin). Farrar, Straus & Giroux, New York 2010
- Descartes' Devil - Three Meditations.Trad. di Anthea Bell. Upper West Side Philosophers, New York 2010
- The Vocation of Poetry. Trad. di Michael Eskin. Upper West Side Philosophers, New York 2011
- Mortal Diamond: Poems. Trad. di Michael Eskin. Upper West Side Philosophers, New York 2013

## Traduzioni in francese
- Galilée arpente l'enfer de Dante et n'en retient que les dimensions. Traduit de l'allemand par Laurent Cassagnau, L'Arche, Paris 1999
- Éloge du typhon: journal de voyages au Japon, en haïkus. Traduits en japonais Yūji Nawata. traduits en français Joël Vincent, en japonais Eiji Kadogushi, gravures d'Annick Gaston, poème d'introduction Anna Plissonneau, préface Joël Vincent Mont-de-Laval, L’Atelier du grand tétras, Nantes 2014
- Presque un chant. Poèmes choisis par l'auteur. Traduit de l'allemand par Jean-Yves Masson et Fedora Wesseler, Gallimard, Paris 2019

## Interviste
- Durs Grünbein (= D.G.), Martin Doerry e Hage Volker, ‘Tausendfacher Tod im Hirn. Büchner-Preisträger Durs Grünbein über Utopien, das Ende der DDR und die Zukunft der Lyrik’, Der Spiegel, 41 (1995), pp. 221–30.
- D.G., Hugo Dittberner, Kasper Hartmut, ‘Ein Nachtrag. Durs Grünbein im Gespräch mit Hartmut Kasper und Hugo Dittberner über heutiges Essay-Schreiben und die Tradition des Essays’, in Der Satz des Philosophen, a cura di Martin Ahrends e Hugo Dittberner, Göttingen, Wallstein 1996, pp. 143–64.
- D.G. e Aris Fioretos ‘Gespräch über die Zone, den Hund und die Knochen’, Akzente, 43.6 (1996), pp. 486–501.
- D.G. e Heinz-Norbert Jocks, Durs Grünbein im Gespräch mit Heinz-Norbert Jocks, Köln, DuMont 2001.
- D.G. e Helmut Böttiger, ‘Benn schmort in der Hölle. Ein Gespräch über dialogische und monologische Lyrik’, Text + Kritik, 153.1 (2002), pp. 72–84.
- D.G. e Thomas Irmer, ‘Durs Grünbein im Gespräch mit Thomas Irmer’, in Lucius Annaeus Seneca, Thyestes (Frankfurt a.M.: Insel, 2002), pp. 111–14.
- D.G. e Renatus Deckert, ‘Auch Dresden ist ein Werk des Malerlehrlings’, in «Lose Blätter» Heft 20, 6. Jg., 2002, pp. 554–563.
- D.G. e Ernst Pöppel, ‘Schauder des Schaffens. Durs Grünbein im Gespräch mit dem Neurowissenschaftler Ernst Pöppel’, Der Spiegel, 51 (2003), pp. 214–20.
- D.G. e Helmut Böttiger, ‘Die Hölderlin-Linie. Gespräch mit Durs Grünbein’, Sinn und Form, 56.5 (2004), pp. 606–20.
- D.G. e Frühwald, Wolfgang, ‘Die Lust, sich im Universum zu bewegen. Ein Gespräch mit dem Dichter Durs Grünbein über Poesie, Neurobiologie und die Bilder vom Menschen’, in Das Design des Menschen. Vom Wandel des Menschenbildes unter dem Einfluss der modernen Naturwissenschaften, a cura di Wolfgang Frühwald et al., Köln, DuMont 2004, pp. 294–309.
- D.G. e Italo Testa, Anatomia dell'io. Un dialogo su lirica e soggettività, in «La società degli individui» n. 25, anno IX, 2006/1, pp. 99–124.
- D.G. e Olga Olivia Kasaty, ‘Ein Gespräch mit Durs Grünbein. Berlin, 26. August 2005’, in Olga Olivia Kasaty, Entgrenzungen. Vierzehn Autorengespräche über Liebe, Leben und Literatur, Munich, Text + Kritik 2007, pp. 73–99.
- D.G. e Silvia Ruzzenenti, ‘Poesia e saggio. Un'intervista’, in Il saggio. Forme e funzioni di un genere letterario, a cura di Giulia Cantarutti, Luisa Avellini, Silvia Albertazzi, Il Mulino, Bologna 2007, pp. 235–246.
- D.G. e Hans-Jürgen Heinrichs, ‘Gespräch mit Durs Grünbein. Hinweise auf ein Stück Gedankenmusik’, Sinn und Form, 60.1 (2008), pp. 47–59.
- D.G. e Silvia Ruzzenenti, ‘Poesie und Essay. Ein Interview mit Durs Grünbein’, Euphorion, 102.4 (2008), pp. 503–13.
- D.G.  e Michael Eskin, ‘Descartes’ Devil. Durs Grünbein im Gespräch mit Michael Eskin’, Trans-Lit2, 16.1 (2010), 5–9.
- D.G. e Michael Eskin, ‘Tauchen mit Descartes. Gespräch mit Durs Grünbein’, Sinn und Form, 63.3 (2011), pp. 389–402.
- D.G. e Marek Gross, ‘In den Straßen Roms. Ein Gespräch mit Durs Grünbein‘, in Marek Gross, Bruch und Erinnerung. Durs Grünbeins Poetik, LIT, Berlin 2011, pp. 222-240.
- D.G., Michael Eskin e Christopher Young, "Cadences in the Gaps of Time". The Poet, the Past und Porzellan, in Durs Grünbein. A Companion, a cura di Michael Eskin, Karen Leeder, Christopher Young, De Gruyter, Berlin/Boston 2013, pp. 219-234
- D.G. e Michael Eskin, Von Augenmenschen und Ohrenmenschen. Über die Bildlichkeit dchterischer Sprache, in Bildlichkeit im Werk Durs Grünbeins, a cura di Chrisoph auf der Horst, Miriam Seidler, De Gruyter, Berlin/ Boston 2015, pp.15-27